# Księgi historyczne Starego Testamentu
Księgi historyczne Starego Testamentu – dwadzieścia jeden z czterdziestu sześciu ksiąg (kanonicznych i ksiąg deuterokanonicznych Starego Testamentu według przekładu Biblii Tysiąclecia). Opisują one wydarzenia z historii Narodu Wybranego.
Do ksiąg historycznych Starego Testamentu należą:
- Pięcioksiąg – Księga Rodzaju, Księga Wyjścia, Księga Liczb, Księga Kapłańska oraz Księga Powtórzonego Prawa
- Księga Jozuego
- Księga Sędziów
- Księga Rut
- 1 i 2 Księga Samuela
- 1 i 2 Księga Królewska
- 1 i 2 Księga Kronik
- Księga Ezdrasza
- Księga Nehemiasza

z ksiąg deuterokanonicznych:
- Księga Tobiasza
- Księga Judyty
- Księga Estery
- 1 i 2 Księga Machabejska

Sześć z tych ksiąg (Jozuego, Sędziów, dwie księgi Samuela i dwie Królewskie) hebrajska Biblia zaliczała do Proroków. Określano je jako „Prorocy Pierwsi". Relacja historyczna zawarta w tych księgach jest podporządkowana idei ukazania wypełniania się Bożego poselstwa w życiu narodu. Dlatego jest to historia prorocka. Autorzy tych sześciu Ksiąg skoncentrowali się na czterech zasadniczych tematach:
- panowaniu królewskim,
- działaniu proroków i wypowiadanych przez nich słowach Boga,
- dziejach świątyni w Jerozolimie,
- sposobowi w jaki oddawano cześć Bogu.

Historia panowania poszczególnych królów jest tutaj oceniana przez pryzmat wierności Panu i wyłączności oddawania czci dla Boga.

## Przegląd Ksiąg Historycznych

### Pięcioksiąg
Pięcioksiąg (Prawo, hebr. Tora) tworzą: Księga Rodzaju, Księga Wyjścia, Księga Kapłańska, Księga Liczb, Księga Powtórzonego Prawa (czasem nazywane po prostu Księgami Mojżeszowymi). Są to księgi stanowiące swego rodzaju „klucz" do dobrego zrozumienia wielu biblijnych pojęć. Opowiadają dzieje Izraela od stworzenia świata do śmierci Mojżesza.

### Księga Jozuego i Księga Sędziów
Księga Jozuego zawiera dość optymistyczny obraz stanu duchowego narodu: Bóg jest ze swoim ludem i wystarczy pilnować wypełniania Jego przykazań i miłować Boga, aby być spokojnym o przyszłość. W Księdze Sędziów obraz ten jest nacechowany smutkiem. Są tutaj wersety określane przez niektórych jako „najsmutniejsze wersety Starego Testamentu" – mówią one wprost: Za dni owych nie było króla w Izraelu i każdy czynił to, co było słuszne w jego oczach.
Sędziowie byli ludźmi powołanymi przez Boga do wybawiania Izraela z rąk wrogów w sytuacji, gdy Izrael pokutował i zwracał się do Boga. Okres działania Sędziów można scharakteryzować jako czas ciągłego odchodzenia Izraela od Boga i ściągania na siebie Bożego gniewu. Jest też to okres wracania do Boga i pokutowania za swoje czyny.

### Księga Rut
Księga Rut opisuje dzieje Moabitki – kobiety nie należącej do narodu wybranego – która stała się przodkiem króla Dawida. Księga przekazuje myśl o tym, jak wierność i posłuszeństwo w dobrych rzeczach może uczynić z człowieka Bożego współpracownika.
Wierność i posłuszeństwo Rut wobec swojej teściowej Noemi doprowadziły do małżeństwa z Boozem i urodzenia syna Obeda. W ten sposób kobieta spoza Narodu Wybranego mogła stać się jednym z przodków Chrystusa – Rut jest wymieniona w genealogii Ewangelisty Mateusza wśród przodków Jezusa.

### 1 i 2 Księga Samuela
Księgi Samuela przedstawiają ostateczną przemianę Izraela w naród zjednoczony wspólną wiarą, tworzący jedno państwo. Księgi przedstawiają królewskie i kapłańskie funkcje Dawida.
Samuel był ostatnim z Sędziów, pełniącym też funkcje kapłana i proroka. Jego głównym zadaniem było doprowadzenie Izraela do odnowienia duchowej więzi z Bogiem. Był człowiekiem wybranym przez Boga do namaszczenia pierwszego króla Izraela – Saula.

### 1 i 2 Księgi Królewskie oraz 1 i 2 Księgi Kronik
Księgi Królewskie, podobnie jak Księgi Kronik, relacjonują analogiczny okres dziejów Izraela. Współcześnie są klasyfikowane jako księgi historyczne – w Biblii hebrajskiej Księgi Królewskie należą do Proroków, a Księgi Kronik – do Pism. Historia Ksiąg Kronik zaczyna się od Adama, a kończy w tym samym momencie, do którego doprowadzają swoją relację Księgi Królewskie: Kroniki stanowią powtórzenie dotychczas opisanej historii biblijnej; dlatego Księgi Kronik zostały uznane przez tłumaczy tworzących Septuagintę za rodzaj suplementu. Zmieniono ich lokalizację – w Biblii hebrajskiej zajmowały ostatnie miejsce, pośród Pism. W Septuagincie (i naszych Bibliach) są umieszczone bezpośrednio za Księgami Królewskimi, w grupie ksiąg historycznych.

### Księga Ezdrasza i Księga Nehemiasza
Obie Księgi opisują podjętą próbę reformy państwa po niewoli babilońskiej. Księga Ezdrasza mówi o znaczeniu Bożego Słowa w życiu religijnym i społecznym narodu. Opisuje odbudowę Świątyni i oczyszczenie narodu z pogaństwa (także poprzez zerwanie mieszanych małżeństw). W odróżnieniu od niej Księga Nehemiasza koncentruje się na odbudowie murów miasta i przywróceniu właściwego rytmu życiu państwa (również życiu religijnemu). Ezdrasz pouczał lud w sprawach religijnych (jako kapłan), zaś Nehemiasz – cywilny rządca – uczynił z Jerozolimy ponownie miasto obronne.
Nehemiasz uzyskał pełnomocnictwa króla perskiego Artakserksesa I, niezbędne do odbudowania murów obronnych Jerozolimy. Dramatyczne dzieje odbudowy murów opisuje Księga Nehemiasza. W V wieku przed Chrystusem Nehemiasz doprowadza też do oczyszczenia świątyni i odnowienia kultu (zwalczanie mieszanych małżeństw, położenie nacisku na przestrzeganie sabatu, walka z zachłannością bogaczy).
Ezdrasz, który przybył do Jerozolimy w roku 428 przed Chrystusem, odczytał ludowi zebranemu na Święto Namiotów Prawo. Izrael jako naród zobowiązał się do przestrzegania Prawa (odnowienie Przymierza). Jednym z nakazów Prawa było niezawieranie mieszanych małżeństw i Ezdrasz kładł na ten nakaz nacisk, doprowadzając do kroku dość radykalnego: do odprawienia pogańskich żon poza Izrael Ustalił też listę winnych ze stanu kapłańskiego, którzy dopuścili się ślubu z obcoplemienną. Reformy Ezdrasza, stanowiące kontynuację reform Nehemiasza, dotyczyły głównie spraw religijnych. Można je ocenić jako położenie mocnego fundamentu judaizmu.

### Księga Tobiasza
Księga Tobiasza ukazuje prześladowanie z powodu pobożności – oraz nieustanne, codzienne czuwanie Bożej Opatrzności nad wierzącymi.
Interesującym faktem dotyczącym tej księgi jest jej wyłączenie z kanonu faryzejskiego w 90 roku. Jednym z kryteriów oceny kanoniczności ksiąg był wtedy fakt napisania księgi w języku hebrajskim – księga Tobiasza istniała w języku greckim. Po odkryciach w Qumran okazało się jednak, że odnaleziono jej hebrajskie fragmenty oraz cztery manuskrypty aramejskie: jest to księga napisana pierwotnie w języku hebrajskim.

### Księga Judyty i Księga Estery
Obie Księgi: Judyty i Estery ukazują, w jaki sposób postawa ufności Bogu i wytrwałość w wierze są w stanie sprawić, że nawet pozornie słabi ludzie mogą stać się narzędziem realizacji Bożego planu.
Księgi ukazują opiekę Boga nad swoim ludem, gotowość do niesienia temu narodowi pomocy. Kluczową rolę pełnią w obu księgach posłuszne Bogu kobiety: Judyta (która pokonuje Holofernesa, dowódcę wojsk asyryjskich atakujących judejską twierdzę Betulię i Estera (żona perskiego króla Achaszwerosza, która udaremnia plany wezyra Hamana, chcącego wytracić wszystkich Izraelitów.

### 1 i 2 Księga Machabejska
Księgi Machabejskie opisują dzieje walk Matatiasza i jego synów w obronie monoteistycznej religii. Autor księgi nie jest jedynie kronikarzem, lecz przedstawia historię religijną: ukazuje w jaki sposób Bóg jest obecny w życiu narodu poprzez wydarzenia historyczne, a rządzących narodem przedstawia jako Boże narzędzia.
Druga Księga Machabejska skupia się na kilkunastu latach opisanych wcześniej, uwypuklając znaczenie Świątyni jerozolimskiej.

## Geneza – hipotetyczne dzieła historyczne
Bibliści przyjmują istnienie w ramach ksiąg historycznych dużych jednostek narracyjnych obejmujących po kilka ksiąg. Znaczenie uzyskały cztery koncepcje.

### Heksateuch
Na podstawie powiązań Pięcioksięgu i Księgi Jozuego powstała idea Heksateuchy, zbioru obejmującego sześć pierwszych ksiąg historycznych. Rzecznikiem tej hipotezy był Gerhard von Rad. Po okresie powszechnego odrzucenia tej koncepcji, obecnie przeżywa ona pewien renesans. Jej zwolennikiem jest T. Römer.

### Deuteronomistyczne dzieło historyczne
Koncepcja klasyczna
Martin Noth przyjął istnienie wielkiego bardzo rozbudowanego dokumentu historycznego, obejmującego księgi: Powtórzonego Prawa, Jozuego, Sędziów, Samuela i Królewskie. Nazwał je deuteronomistycznym dziełem historycznym (niem. Deuteronomistisches Geschichtswerk). Do podobnych wniosków samodzielnie doszedł A. Jepsen. Koncepcja ta stała w sprzeczności z uznanym poglądem o literackiej jedności Pięcioksięgu, wyłączając z niego Księgę Powtórzonego Prawa, która w koncepcji Notha stała się wstępem do innego bloku tekstów.
Pogląd Notha na powstanie dzieła deuteronomistycznego jest modyfikacją stosowanej niekiedy do Pięcioksięgu hipotezy fragmentów. Zdaniem Notha przed powstaniem dzieła nie istniał żaden dokument, obejmujący poprzednie stulecia jako całość, a jedynie pojedyncze opowiadania lub cykle opowiadań. Dzieło zostało zredagowane przez deuteronomistę, z uwzględnieniem jego teologicznych założeń, po 560 roku p.n.e., ale przed 539 rokiem p.n.e., w Palestynie, być może w Mispie.
W późniejszym okresie bibliści doszli do wniosku, że nie istniał jeden deuteronomista, ale raczej szkoła deuteronomistyczna, której wpływ zauważalny jest także w księgach prorockich. Spornym jest też, czy Księga Powtórzonego Prawa należała do deuteronomistycznego dzieła historycznego, czy raczej była czynnikiem, który doprowadził do powstania szkoły deuteronomistycznej.
Deuteronomista ukazuje, że dzieje Izraela nie są zrządzeniem losu ani prostą konsekwencją polityki władców, ale odpowiedzią Jahwe na postępowanie swego ludu. Istnieją dwie główne koncepcje dotyczące teologicznego orędzia dzieła, a punktem spornym jest tu w znacznym stopniu wymowa jego zakończenia. 
Według pierwszej koncepcji, reprezentowanej przez M. Notha, wymowa dzieła jest jednoznacznie pesymistyczna. Nie zmienia tego wzmianka o ułaskawieniu króla Jojakina (2 Krl 25,27-30), gdyż dotyczy ona jedynie losu pojedynczego człowieka. Lud musi ponieść zasłużoną karę, a niewola jest okazją, by skłonić go do pokuty. Dziełu nie przyświeca żadna nadzieja wybawienia. 
Według drugiej koncepcji, zaproponowanej przez Gerharda von Rada, podstawowym celem jest co prawda interpretacja upadku Izraela i Judy, jednak zawiera również nadzieję wybawienia, zawartą w obietnicy Natana dla Dawida. Ułaskawienie Jojakina jest nadzieją lepszych czasów.
Nowsze koncepcje
Powyższe koncepcje zakładają jednorodność dzieła deutoronomistycznego, która jest podawana w wątpliwość.
F.M. Cross i bibliści z Getyngi zaproponowali hipotezę podwójnej redakcji dzieła deuteronomistycznego. W wyniku pierwszej redakcji powstało pismo propagandowe wspierające króla Jozjasza i jego reformy, kończące się na 2 Krl 23,25. Następnie, podczas niewoli babilońskiej, drugi redaktor, poprzez dodanie zakończenia i modyfikacje w obrębie treści, zmienił wymowę dzieła na świadectwo żałoby narodowej.
Według innej koncepcji, której głównymi twórcami są R. Smend, T. Veijola i W. Dietrich, dzieło zredagowano w okresie niewoli babilońskiej w dwóch lub trzech etapach. Najpierw powstało dzieło DtrH, teologicznie neutralne i pozytywnie nastawione do monarchii. Następnie redakcja nomistyczna (DtrN) oceniła historię biorąc pod uwagę stosunek do prawa. Redakcja DtrP dodała materiał prorocki.
Oprócz tego pojawiła się koncepcja, według której dzieło deuteronomistyczne powstało w wyniku połączenia lub rozbudowania już wcześniej opracowanych deuteronomistycznie przekazów o zajęciu Ziemi Obiecanej, czasach sędziów i królów.
Współcześnie coraz większa liczba biblistów skłania się do datowania powstania większości Starego Testamentu, w tym i literatury deuteronomistycznej, na okres panowania perskiego, po 539 r. p.n.e. Erhard S. Gerstenberger uważa, że celem dzieła deuteronomistycznego było nadanie tożsamości odradzającej się po niewoli wspólnocie żydowskiej.

### Wielkie dzieło historyczne
D.N. Freedman doszedł do wniosku, że materiał Pięcioksięgu i „Proroków Starszych” tworzy jedną jednostkę literacką, obejmującą dzieje od stworzenia do niewoli babilońskiej. Koncepcję tę nazwano hipotezą Enneateuchu.
Według biblistów z Münster, którzy rozwinęli koncepcję Freedmana, przez połączenie opowiadań o prehistorii, patriarchach, wyjściu z Egiptu, wędrówce przez pustynię i zajęciu Ziemi Obiecanej, w czasach Jozjasza powstał tzw. jerozolimski dokument historyczny. Obejmował on znaczną część materiału obecnego w Rdz 2,4b-Joz 24 i uzasadniał roszczenia Jozjasza do władzy nad całym Kanaanem. W okresie niewoli babilońskiej do tego materiału dołączono zredagowane deuteronomistycznie przekazy o późniejszych dziejach Izraela, aż do wygnania. Po odbudowie świątyni powstał dokument kapłański, obejmujący dzieje od stworzenia, który następnie połączono z wygnaniowym dziełem historycznych tworząc tzw. wielkie powygnaniowe dzieło historyczne.
Inną koncepcję przedstawia J.C. Gertz. Według niego w okresie przedwygnaniowym istniały trzy niezależne bloki materiału historycznego: o pradziejach, o patriarchach i wyjściu z Egiptu. Do tego ostatniego bloku dodano następnie relacje o zajęciu Ziemi Obiecanej i – jeszcze przed wygnaniem – część materiału Księgi Powtórzonego Prawa. Na wygnaniu dodano deuteronomistycznie zredagowane dodatki o późniejszych dziejach aż do niewoli. Po okresie niewoli te trzy bloki połączono z powstałym niezależnie dokumentem kapłańskim.

### Kronikarskie dzieło historyczne
Zgodnie z przyjmowanym niegdyś przez większość biblistów przekonaniem Księgi Kronik stanowiły kiedyś część większego dzieła historycznego, obejmującego także Księgę Ezdrasza i przynajmniej część Księgi Nehemiasza. Powtórzenie edyktu Cyrusa (koniec 2 Krn, początek Ezd) uwidacznia pierwotny związek tych ksiąg. Ponieważ jedynie Księgi Ezdrasza i Nehemiasza zawierają istotny nowy materiał, wydzielono je z działa i wcześniej uznano za kanoniczne (czemu odpowiada ich wcześniejsze umiejscowienie w Biblii hebrajskiej). Dzieło jest datowane na IV-III w. p.n.e. Obecnie jednak często przyjmuje się odrębną genezę Ksiąg Kronik oraz Ksiąg Ezdrasza i Nehemiasza.